# Александр (Кудряшов)
Митрополи́т Алекса́ндр (латыш. Metropolīts Aleksandrs, в миру Алекса́ндр Ива́нович Кудряшо́в, латыш. Aleksandrs Kudrjašovs; 3 октября 1939, село Рудзеты, Даугавпилсский уезд, Латвия) — митрополит Рижский и всея Латвии, предстоятель Латвийской православной церкви.

## Биография
Александр Кудряшов родился 3 октября 1939 года в селе Рудзеты Даугавпилсского уезда в Латвии в семье служащего.
После окончания средней школы поступил на историко-филологический факультет Даугавпилсского педагогического института, который закончил в 1964 году, и работал преподавателем русского языка и литературы в русских и латышских средних школах Риги. Затем работал официантом в рижском ресторане-баре "Таллинн".
26 января 1982 года был завербован сотрудником 5-го отдела 4-го отделения Комитета государственной безопасности Латвийской ССР Александром Ищенко, который присвоил своему агенту псевдоним «Читатель». На момент публикации сведений о вербовке в декабре 2018 года в документах архива не указывались обстоятельства вербовки и степень реального сотрудничества людей, указанных в картотеке, со спецслужбой после вербовки. Примечательно, что спустя несколько лет он поручил управлять реституционной собственностью своему куратору: Ищенко создал две коммерческие организации, которые были уполномочены митрополитом Александром «управлять и получать доход с жилых домов с хозяйственными постройками, находящихся по адресу: Рига, ул. Пилс, 14, и Маза Пилс, 11, принадлежащих Латвийской Православной церкви».

### Церковное служение
В 1982 году в Троицком кафедральном соборе в Перми епископом Солнечногорским Илианом (Востряковым) был рукоположен в сан диакона. В том же году был рукоположен во священника к Свято-Ильинскому храму села Усть-Сыны Пермской области.
В 1983 году по просьбе митрополита Леонида в связи с нехваткой священников в Рижской епархии переведён в Ригу и назначен настоятелем рижского Спасо-Преображенского храма.
В 1984 году назначен благочинным Валмиерского и Мадонского округов с возведением в сан протоиерея.
С 1986 года член правления Латвийского отделения Советского фонда культуры. В 1988 году стал членом епархиального совета. С 1989 года был редактором «Вестника Рижско-Латвийской епархии» и ответственным за издание молитвослова на русском и латышском языках. В том же году заочно окончил Московскую духовную семинарию.
В связи с преклонным возрастом митрополита Рижского и Латвийского Леонида (Полякова) по его ходатайству 6 июля 1989 года постановлением Святейшего Патриарха Московского и всея Руси и Священного Синода определено протоиерею Александру Кудряшову быть епископом Даугавпилсским, викарием Рижской епархии.
10 июля 1989 года митрополитом Рижским и Латвийским Леонидом (Поляковым) пострижен в монашество с именем Александр и на следующий день возведён в сан архимандрита.
22 июля 1989 года за Всенощным бдением в Богоявленском патриаршем соборе города Москвы было совершено наречение архимандрита Александра (Кудряшова) во епископа Даугавпилсского, викария Рижской епархии.
23 июля 1989 года в московском Богоявленском соборе хиротонисан во епископа Даугавпилсского, викария Рижской епархии. Хиротонию совершили: митрополит Крутицкий и Коломенский Ювеналий (Поярков), митрополиты Ростовский и Новочеркасский Владимир (Сабодан), митрополит Новосибирский и Барнаульский Гедеон (Докукин), митрополит Тульский и Белёвский Серапион (Фадеев), архиепископ Чувашский и Чебоксарский Варнава (Кедров), епископы Калужский и Боровский Илиан (Востряков), епископ Ташкентский и Среднеазиатский Лев (Церпицкий), епископ Орловский и Брянский Паисий (Самчук), епископ Калининский и Кашинский Виктор (Олейник), епископ Кишинёвский и Молдавский Владимир (Кантарян).
Жил в Риге, занимался делами Рижской епархии.

### Предстоятель Церкви Латвии
9 сентября 1990 года, после кончины митрополита Леонида, епископ Александр стал временно управляющим Рижской и Латвийской кафедрой.
27 октября 1990 года назначен епископом Рижским и всея Латвии.
Приложил усилия для открытия в Риги духовной семинарии. 26 мая 1993 года был зарегистрирован в Министерстве юстиции Латвийской Республики устав Духовной Семинарии, а весной 1994 года семинария была открыта.
25 февраля 1994 года возведён в сан архиепископа.
C 1997 года ректор Рижской духовной семинарии.
25 февраля 2002 года в Богоявленском Патриаршем соборе Патриарх Московский и всея Руси Алексий II возвёл архиепископа Александра в сан Митрополита.
С 27 июля 2009 года по 23 октября 2014 года член Межсоборного присутствия Русской Православной Церкви.
4 декабря 2017 года, в связи с указом Архиерейского собора РПЦ о том, что все главы самоуправляемых церквей, экзархатов и митрополичьих округов отныне будут иметь право ношения второй панагии, Патриарх Московский и всея Руси Кирилл удостоил митрополита Александра этого права.
Священный Синод Русской Православной Церкви на заседании 24 августа 2023 г. (журнал № 51) имел суждение о ситуации в Латвийской Православной Церкви. В числе прочего было отмечено, что митрополит Рижский и всея Латвии Александр неоднократно уклонялся от канонического порядка богослужебного поминовения Предстоятеля Русской Церкви Святейшего Патриарха Московского и всея Руси Кирилла и требовал от священнослужителей ЛПЦ отказаться от канонического поминовения Предстоятеля Русской Церкви.
Священный Синод осудил действия митрополита Александра, направленные на разрушение церковного единства, и констатировал, что впредь до рассмотрения Архиерейским Собором, а затем — Поместным Собором Русской Православной Церкви обращения Собора ЛПЦ от 20 октября 2022 г. в отношении упомянутой Церкви действуют нормы, предусмотренные главой XII Устава Русской Православной Церкви.

## Награды
- Орден Трёх Звёзд II степени (12 апреля 2002 года, Латвия)[15][16]
- Крест Признания I степени (26 октября 2010 года, Латвия)[17][18]
- Орден Дружбы (3 марта 2010 года, Россия) — за заслуги в сохранении единства Латвийской православной церкви, укреплении дружбы и сотрудничества между российским и латвийским народами[19][20]
- Орден Святителя Алексия, митрополита Московского II степени (5 октября 2009 года, «во внимание к усердным архипастырским трудам и в связи со знаменательными датами»)[21].
- Крест Александра I Благословенного (от фонда «Имперское наследие», 25 октября 2012 года)[22]
- Орден преподобного Серафима Саровского I степени (2014 год)[23]
- Орден священномученика Сергия Ракверского I степени — от Эстонской православной церкви (24 июля 2019 года)[24]
- Орден преподобного Сергия Радонежского I степени (3 октября 2019 года)[25]
- Почётная грамота президента Латвийской Республики (5 октября 2019 года)[26][27]